# 柴崎貴広
柴崎 貴広（しばさき たかひろ、1982年5月23日 - ）は、神奈川県横須賀市出身の元サッカー選手、サッカー指導者。現役時代のポジションはゴールキーパー（GK）。

## 来歴
小学校1年時にサッカーを始める。横浜マリノスジュニアユース追浜出身で、1998年に向上高等学校に進学。3年生時の2000年に神奈川県選抜として国体に出場。
2001年に東京ヴェルディ1969に入団。3シーズン過ごしたが、高木義成と高桑大二朗の後塵を拝して試合出場は2試合に留まり、出場機会を求めて2004年に横浜FCへ期限付き移籍。横浜FCでは子供の頃から憧れていた三浦知良と同じチームで日々練習できた事、三浦のプロ意識を間近で見ることが出来た事で自らのプロ意識も高まった。2005年に完全移籍するも、菅野孝憲からポジションは奪えず同年で戦力外通告を受け、Jリーグ合同トライアウトに参加。
トライアウト後すぐにFC東京への移籍が決定。自身の長所を掴むべく、GKとしてのスタイル構築に取り組んだ。しかし、FC東京の正GKには土肥洋一が定着しており、さらに塩田仁史の台頭もあってベンチ入りの機会すら得られなかった。
2007年、4年ぶりに東京Vに復帰。FC東京でもポジションを争った土肥と高木義成に次ぐ第3GKとしての日々が続いていたが、高木が名古屋グランパス移籍後の2011年5月9日・J2第11節の岐阜戦にて、プロ入り11年目にして初勝利を挙げる。以降は負傷離脱した土肥に代わって正GKを務め、自己最多の36試合に出場。低いボールへの好反応とリーチの長さを発揮した。2012年も引き続きレギュラーを務めていたが、徐々にミスが散見するようになり夏場から復帰した土肥にポジションを奪われた。
土肥が引退した2013年はギラヴァンツ北九州から加入した佐藤優也に押し出される形で古巣の横浜FCへ期限付き移籍で復帰。開幕からポジションを獲得したが、出場した10試合でわずか2勝しかできずにシュナイダー潤之介にその座を奪われた。同シーズン終了後、期限付き移籍期間満了によって退団。
2014年、東京ヴェルディへ復帰。相変わらず佐藤の控えながら、GK陣最年長選手としてチームを支えた。
同年7月13日、天皇杯ギラヴァンツ北九州戦で負傷。右第5趾基節骨骨折、全治2-3ヶ月の診断を受けた。
佐藤がジェフ千葉へ移った2016年より背番号を「1」に変更。開幕からレギュラーを務めるものの、中盤戦は鈴木椋大にポジションを譲った。終盤戦はポジションを奪還したものの19試合出場に終わった。  
鈴木が退団した2017年は自身初の全試合フル出場を果たすも、2018年は大分トリニータから加入した上福元直人にポジションを明け渡し、出番は無かった。上福元が徳島ヴォルティスに移籍した2020年は3シーズンぶりの開幕スタメンを勝ち取ったものの、新加入のマテウスにポジションを奪われ、最終的には5試合の出場に留まった。2021年もマテウスのバックアッパーに留まり、12月4日に契約満了による退団が発表された。2021年12月9日、フクダ電子アリーナで行われたJリーグ合同トライアウトに出場。
2022年、SC相模原へ加入。シーズン終盤に5試合出場したが、若返りを図るチーム構想から外れ、シーズン終了後に契約満了の通告を受ける。同年11月28日、カンセキスタジアムとちぎで行われたJリーグ合同トライアウトに出場した。
2022年12月15日、カターレ富山への移籍が発表された。
2024年1月5日、現役引退が発表された。
2025年4月1日、法政大学体育会サッカー部GKコーチに就任したことが発表された。

## 人物
- 料理好きで[6]愛犬家[1]。ジャンとモカという2匹を飼っており、ブログに写真付きでよく登場する。

## 所属クラブ
- 鴨居SC (横須賀市立鴨居小学校)[3]
- 1995年 - 1997年 横浜マリノスジュニアユース追浜 (横須賀市立鴨居中学校[3]
- 1998年 - 2000年 向上高等学校
- 2001年 - 2004年 東京ヴェルディ1969
  - 2004年 横浜FC (期限付き移籍)
- 2005年 横浜FC
- 2006年 FC東京
- 2007年 - 2021年 東京ヴェルディ
  - 2013年 横浜FC (期限付き移籍)
- 2022年 SC相模原
- 2023年 カターレ富山

## 個人成績
| 国内大会個人成績 | 国内大会個人成績 | 国内大会個人成績 | 国内大会個人成績 | 国内大会個人成績 | 国内大会個人成績 | 国内大会個人成績 | 国内大会個人成績 | 国内大会個人成績 | 国内大会個人成績 | 国内大会個人成績 | 国内大会個人成績 |
| 年度             | クラブ           | 背番号           | リーグ           | リーグ戦         | リーグ戦         | リーグ杯         | リーグ杯         | オープン杯       | オープン杯       | 期間通算         | 期間通算         |
| 年度             | クラブ           | 背番号           | リーグ           | 出場             | 得点             | 出場             | 得点             | 出場             | 得点             | 出場             | 得点             |
| 日本             | 日本             | 日本             | 日本             | リーグ戦         | リーグ戦         | リーグ杯         | リーグ杯         | 天皇杯           | 天皇杯           | 期間通算         | 期間通算         |
| ---------------- | ---------------- | ---------------- | ---------------- | ---------------- | ---------------- | ---------------- | ---------------- | ---------------- | ---------------- | ---------------- | ---------------- |
| 2001             | 東京V            | 26               | J1               | 0                | 0                | 0                | 0                | 0                | 0                | 0                | 0                |
| 2002             | 東京V            | 12               | J1               | 2                | 0                | 0                | 0                | 0                | 0                | 2                | 0                |
| 2003             | 東京V            | 1                | J1               | 0                | 0                | 0                | 0                | 0                | 0                | 0                | 0                |
| 2004             | 横浜FC           | 12               | J2               | 1                | 0                | -                | -                | 1                | 0                | 2                | 0                |
| 2005             | 横浜FC           | 12               | J2               | 0                | 0                | -                | -                | 0                | 0                | 0                | 0                |
| 2006             | FC東京           | 34               | J1               | 0                | 0                | 0                | 0                | 0                | 0                | 0                | 0                |
| 2007             | 東京V            | 26               | J2               | 0                | 0                | -                | -                | 0                | 0                | 0                | 0                |
| 2008             | 東京V            | 26               | J1               | 0                | 0                | 0                | 0                | 0                | 0                | 0                | 0                |
| 2009             | 東京V            | 26               | J2               | 0                | 0                | -                | -                | 0                | 0                | 0                | 0                |
| 2010             | 東京V            | 26               | J2               | 2                | 0                | -                | -                | 0                | 0                | 2                | 0                |
| 2011             | 東京V            | 26               | J2               | 36               | 0                | -                | -                | 2                | 0                | 38               | 0                |
| 2012             | 東京V            | 26               | J2               | 24               | 0                | -                | -                | 2                | 0                | 26               | 0                |
| 2013             | 横浜FC           | 26               | J2               | 13               | 0                | -                | -                | 0                | 0                | 13               | 0                |
| 2014             | 東京V            | 26               | J2               | 1                | 0                | -                | -                | 1                | 0                | 2                | 0                |
| 2015             | 東京V            | 26               | J2               | 1                | 0                | -                | -                | 1                | 0                | 2                | 0                |
| 2016             | 東京V            | 1                | J2               | 19               | 0                | -                | -                | 0                | 0                | 19               | 0                |
| 2017             | 東京V            | 1                | J2               | 42               | 0                | -                | -                | 0                | 0                | 42               | 0                |
| 2018             | 東京V            | 1                | J2               | 0                | 0                | -                | -                | 3                | 0                | 3                | 0                |
| 2019             | 東京V            | 1                | J2               | 0                | 0                | -                | -                | 1                | 0                | 1                | 0                |
| 2020             | 東京V            | 1                | J2               | 5                | 0                | -                | -                | -                | -                | 5                | 0                |
| 2021             | 東京V            | 1                | J2               | 8                | 0                | -                | -                | 1                | 0                | 9                | 0                |
| 2022             | 相模原           | 1                | J3               | 5                | 0                | -                | -                | -                | -                | 5                | 0                |
| 2023             | 富山             | 1                | J3               | 1                | 0                | -                | -                | 0                | 0                | 1                | 0                |
| 通算             | 日本             | 日本             | J1               | 2                | 0                | 0                | 0                | 0                | 0                | 2                | 0                |
| 通算             | 日本             | 日本             | J2               | 152              | 0                | -                | -                | 12               | 0                | 164              | 0                |
| 通算             | 日本             | 日本             | J3               | 6                | 0                | -                | -                | 0                | 0                | 6                | 0                |
| 総通算           | 総通算           | 総通算           | 総通算           | 160              | 0                | 0                | 0                | 12               | 0                | 172              | 0                |

その他公式戦
- 2017年
  - J1昇格プレーオフ 1試合0得点

## 代表・選抜歴
- 神奈川県選抜
  - 2000年 - 国民体育大会サッカー競技[4]

## 指導歴
- 2025年 - 法政大学体育会サッカー部 GKコーチ[22]